# Hand der Fatima (Berg)

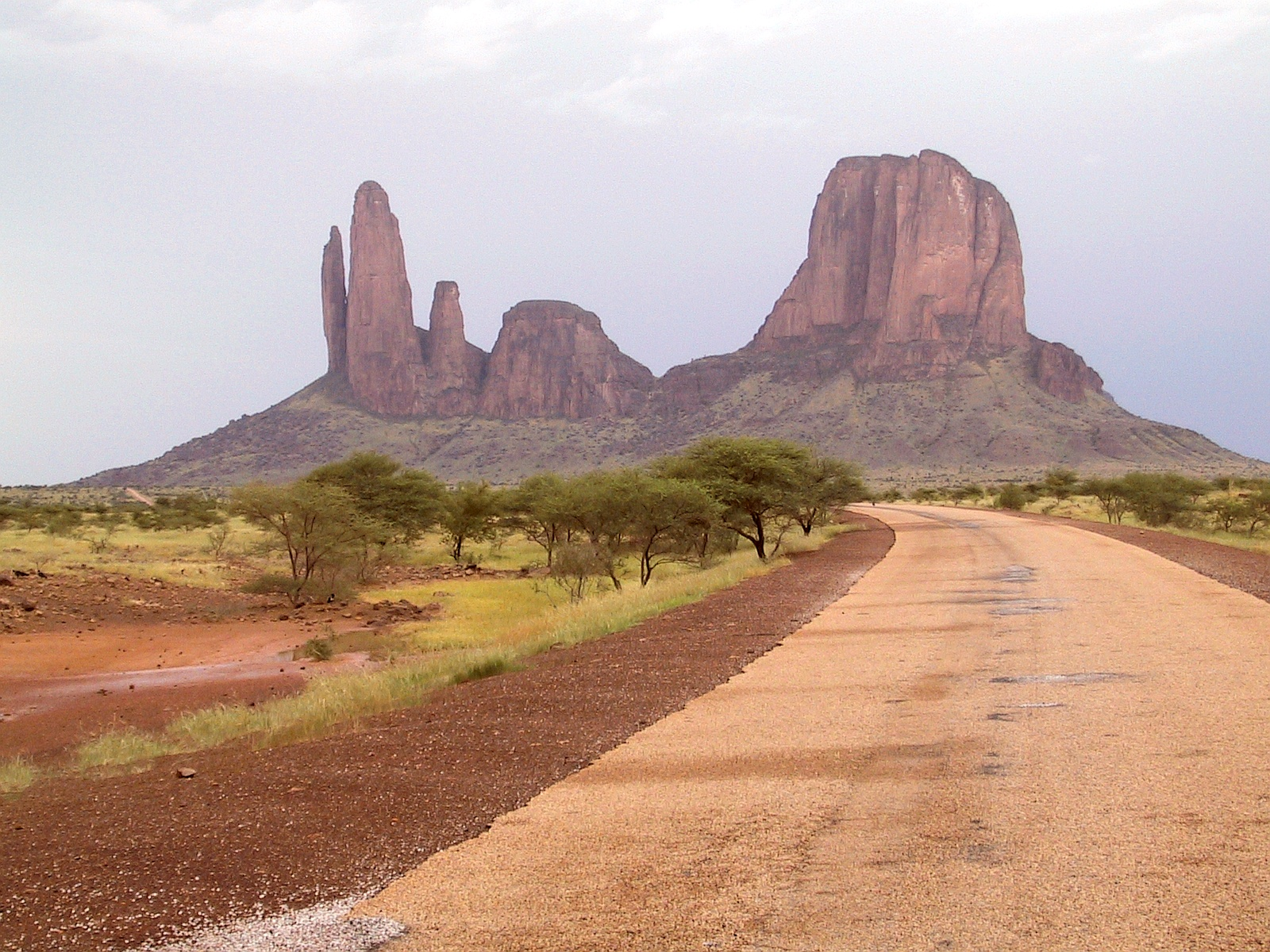
Hand der Fatima

Die Hand der Fatima (französisch Main de Fatima) ist die Bezeichnung für ein Felsmassiv in Mali in der Nähe von Hombori an der Straße von Mopti nach Gao. Die Felsnadeln aus Sandstein heißen entsprechend dem Symbol der Hand der Fatima, das im islamischen Volksglauben als Abwehrzauber dient. Andere Namen sind Gami Tondo und Aiguilles de Gami. Sie sind ein beliebtes Ziel für Bergsteiger.
Koordinaten: 15° 15′ N, 1° 48′ W